# Christian Rodembourg
Christian Rodembourg MSA (ur. 26 sierpnia 1956 w Brukseli) – kanadyjski duchowny katolicki, biskup Saint-Hyacinthe od 2017.

## Życiorys
Święcenia kapłańskie otrzymał 5 sierpnia 1995 w Towarzystwie Kleryckim misjonarzy Świętych Apostołów. Pracował przede wszystkim w parafiach diecezji Saint-Jean-Longueuil. Był także radnym i ekonomem prowincji oraz radnym generalnym zgromadzenia. 
29 czerwca 2017 papież Franciszek mianował go ordynariuszem Saint-Hyacinthe w metropolii Sherbrooke. Sakry udzielił mu 17 września 2017 metropolita Sherbrooke – arcybiskup Luc Cyr.